# Dana Snyder
Dana Snyder (sinh 1973) là một diễn viên tấu hài, diễn viên lồng tiếng và diễn viên Mỹ. Anh được biết đến với vai diễn Master Shake trong sô diễn Aqua Teen Hunger Force, và phim Aqua Teen Hunger Force Colon Movie Film cho Theaters, cả hai đều thuộc nhượng quyền thương mại của Adult Swim Cartoon Network.
Snyder sinh ở Allentown, Pennsylvania vào ngày 14 tháng 11 năm 1973 và lớn lên tại Las Vegas, Nevada. Anh chịu ảnh hưởng của Don Rickles, Rip Taylor, và Phil Silvers lúc còn nhỏ. Snyder tốt nghiệp từ Trường trung học Las Vegas vào năm 1992  và tốt nghiệp cử nhân từ Nhạc viện nghệ thuật sân khẩu tại Đại học Webster, Missouri năm 1996.